# Підгірненська сільська рада (Василівський район)
| Підгірненська сільська рада — колишній орган місцевого самоврядування у Василівському районі Запорізької області з адміністративним центром у с. Підгірне. Сільській раді підпорядковані населені пункти: - с. Підгірне - с. Гладке - с. Зелений Гай |

## Склад ради
Рада складається з 18 депутатів та голови.

## Керівний склад сільської ради
| ПІБ                       | Основні відомості                                                         | Дата обрання | Дата звільнення |
| ------------------------- | ------------------------------------------------------------------------- | ------------ | --------------- |
| Галайда Лариса Миколаївна | Сільський голова, 1961 року народження, освіта                            | 26.03.2006   | 31.10.2010      |
| Живиця Юрій Вікторович    | Сільський голова, 1976 року народження, освіта вища, член Партії регіонів | 31.10.2010   |                 |

Примітка: таблиця складена за даними джерела